# Azusa Nakano
Azusa Nakano (中野 梓) là một nhân vật hư cấu và là nhân vật xuất hiện trong bộ truyện và anime K-On!. Cô thường được biết đến với tên AzuNyan (あずにゃん), biệt danh của cô.

## Thân thế
Azusa là một học sinh năm nhất với Ui, em gái của Yui, người đã tham gia câu lạc bộ nhạc nhẹ và trở thành tay guitar của nhóm. Azusa là tay guitar của nhóm và cô đã chơi guitar điện Fender Mustang từ năm lớp 4. Azusa thường tỏ ra khó chịu với các bữa tiệc trà "thường nhật" được tổ chức tại câu lạc bộ vì mục tiêu của cô là được luyện tập càng nhiều càng tốt. Azusa cũng tỏ ra nghi ngờ tài năng của câu lạc bộ vì cả nhóm chẳng bao giờ chịu luyện tập. Cô có một niềm yêu thích với đồ ngọt nên vẫn thường xuyên tham gia vào bữa tiệc trà khi được mời và cô có thể bình tĩnh lại ngay khi được âu yếm. Azusa liên tục là "nạn nhân" của Yui, người thích véo má. Azusa có biệt danh là Azu-nyan ngay sau khi được nhìn thấy kêu "meo meo" khi đeo tai mèo ("nyan" trong tiếng Nhật tương đương với meo) tuy nhiên Azusa gần như không có hứng thú với việc nuôi mèo.
Trong nhóm Azusa ngưỡng mộ nhất Mio, người mà cô cho là trưởng thành nhất nhóm cũng như là một tay bass rất giỏi. Ngày valentine, Azusa đã từng cố gắng tặng Mio một thanh Socola hình trái tim.  Cô cũng rất ngưỡng mộ Mugi vì vẻ đẹp và duyên dáng của cô. Trong một lần khi ở riêng, Azusa đã từng dạy Mugi chơi Guitar. Kể từ khi gia nhập câu lạc bộ, Yui đã từng nhiều lần nhờ Azusa cùng mình đi bảo dưỡng cây Guitar.
Azusa phải chịu một sự cô đơn sau khi những thành viên của nhóm rời đi, tất cả các thành viên trong câu lạc bộ đều hơn cô một tuổi nên hầu hết các thành viên đều tốt nghiệp trước cô một năm. Không muốn Azusa buồn, Yui đã nảy ra ý tưởng mua một con rùa để Azusa chăm sóc (trong truyện được gọi là Ton). Khi các thành viên khác tốt nghiệp, Azusa là thành viên duy nhất và trở thành chủ tịch câu lạc bộ.
Thực tế, sau khi các cựu thành viên tốt nghiệp, Ui và Jun đã tham gia cùng cô, cùng với đó là hai thành viên năm nhất mới được giới thiệu trong K-On! Highschool là Sumire Saitō và Nao Okuda. Tên nhóm mới có tên là Wakaba Girls..

## Ngoại hình
Azusa có mái tóc đen dài, thẳng  được thắt bím. Cô cũng có đôi mắt nâu pha chút đỏ cam. Làn da của Azusa có màu tương tự như những cô gái khác, nhưng cô rất nhạy cảm với ánh nắng và dễ bị sạm da ngay cả khi bôi kem chống nắng.

## Ảnh hưởng
Vào ngày 11 tháng 11 năm 2011, 2.222 thẻ sinh nhật Azusa đã được bán tại địa điểm tổ chức sự kiện để kỷ niệm sinh nhật của Azusa Nakano tại TBS Internet Home Shopping và TBS Ball ở Akasaka, Nhật Bản.